# The Group
The Group este un holding de comunicare din România, format din 17 companii, specializate pe media, publicitate, PR, online, producție și retail marketing.
Printre firmele grupului se numără Media Investment, House of Media și The Media Partnership.
Cifra de afaceri în 2010: 108,9 milioane euro